# Elimaea theopoldi
Elimaea theopoldi är en insektsart som beskrevs av Krauss 1903. Elimaea theopoldi ingår i släktet Elimaea och familjen vårtbitare. Inga underarter finns listade i Catalogue of Life.